# Tahir Yahya
Tahir Yahya (Tikrit, 1916 – Baghdad, 1986) è stato un generale e politico iracheno, primo ministro dell'Iraq per due mandati dal 1963 al 1965 e dal 1967 al 1968.

## Biografia
Yahya studiò all'Accademia militare di Baghdad e all'accademia dello stato maggiore iracheno. Nacque a Tikrit nel 1916, quarto figlio di Yahya el-ogaily, un prominente commerciante di tabacco tra il centro e il nord dell'Iraq. All'età di 16 anni entrò all'accademia degli insegnanti di Baghdad, e in seguito divenne insegnante a Baghdad per un anno dopo aver passato l'esame di ammissione. In seguito frequentò un'educazione scolastica in scienze militari. 
Era un ufficiale di cavalleria e giocava a polo per l'esercito iracheno. Guidò una divisione corazzata e fu in seguito ferito nella battaglia di Kfar Masaryk, guadagnandosi due medaglie, che gli furono consegnate dal Re Abd al-Ilah ibn Ali al-Hashimi. Nel novembre del 1963 fu nominato Primo ministro dal presidente Abd al-Salam Arif. Dopo aver concluso il suo primo mandato averti il presidente Arif di un incombente colpo di stato organizzato dai ba'thisti per rovesciare il suo governo, ma Arif non intraprese nessuna azione per contrastare il colpo di stato. 
Questo portò Yahya a dare le dimissioni l'8 luglio del 1968, una settimana prima che il colpo di stato avesse luogo. Quella stessa mattina Yahya fu arrestato e Arif fu mandato in esilio a Londra. Yahya passò tre anni in carcere subendo torture. Nel 1971 fu rilasciato, solo per essere messo agli arresti domiciliari. Morì nella sua casa a Mansur a Baghdad nel 1986.